# Dynamo Dushanbe
El Dynamo Dushanbe es un equipo de fútbol de Tayikistán que juega en la Liga de fútbol de Tayikistán, la liga de fútbol más importante del país.

## Historia
Fue fundado en el año 1935 en la capital Dusambé con el nombre Dynamo Stalinabad hasta la independencia de la Unión Soviética en 1991, siendo uno de los equipos más viejos de Tayikistán y protagonista durante las épocas de la Unión Soviética, donde ha ganado casi todos sus títulos, contando con 7 de sus 8 títulos de Liga durante ese periodo; también ha ganado el torneo de Copa en 12 ocasiones, todas durante la etapa Soviética. Ha estado inactivo desde la Temporada 2008. En 2007 se fusiona con el Oriyono Dushanbe, conservando su nombre.
A nivel internacional ha participado en 1 torneo continental, en la Copa de Clubes de Asia 1998, en la que fue eliminado en la Ronda Intermedia por el Navbahor Namangan de Uzbekistán.

## Palmarés
- Liga de fútbol de Tayikistán: 8

1937, 1949, 1950, 1951, 1953, 1955, 1958, 1996
- SSR Tayikistan Cup: 12

1938, 1939, 1940, 1941, 1946, 1949, 1950, 1952, 1953, 1955, 1959, 1971

## Participación en competiciones de la AFC
| Temporada | Torneo                  | Ronda      | Club               | Ida | Vuelta | Global |
| --------- | ----------------------- | ---------- | ------------------ | --- | ------ | ------ |
| 1997–98   | Asian Club Championship | 1          | Metallurg Kadamjay | 1–2 | 3–0    | 4–2    |
| 1997–98   | Asian Club Championship | Intermedia | Navbahor Namangan  | 0–3 | 2–1    | 2–4    |